# Turanana laspura
Turanana laspura is een vlinder uit de familie van de Lycaenidae (Kleine pages, vuurvlinders en blauwtjes). De wetenschappelijke naam van de soort is, als Polyommatus laspura, voor het eerst geldig gepubliceerd in 1932 door William Harry Evans.

## Verspreiding
De soort komt voor in Oezbekistan, Kirgizië, Tadzjikistan en Afghanistan.

## Ondersoorten
- Turanana laspura laspura
- Turanana laspura panjensis Charmeux & Desse, 2011[1]
  - holotype: "male. 10.VII.2009. leg. J.-F. Charmeux"
  - instituut: ML, Lyon, Frankrijk
  - typelocatie: "Tadjikistan, Pamir occidental, monts Shugnan, est de Khorog, gorge de Sangou-Dara, 2884 m., 37°30'N, 71°33'E"
- Turanana laspura tuzovi Tshikolovets, 1994
  - = Turanana cytis tuzovi Tshikolovets, 1994